# Жак де Бо
Жак де Бо (фр. Jacques des Baux; бл. 1354 —17 липня 1383) — князь Тарентський, князь Ахейський, титулярний імператор Латинської імперії.

## Життєпис
Походив зі впливового прованського роду де Бо. Син Франсуа I де Бо, герцога Андрії, і Маргарити (доньки князя Філіпа I Тарентського). Народився близько 1354 року. 1360 року отримав титул графа Бішельє.
1373 року після смерті стрийка Філіпа II Тарентского, успадкував титули імператора Константинополя, деспота Романії і князя Тарентского. Його батько від імені Жака зайняв Таранто.
Джованна I, королева Неаполю, не визнала прав Жака на спадок, оголосивши володіння Філіпа Тарентского відумерлою спадщиною. У 1374 року Франсуа де Бо підняв відкритий заколот проти королеви, але зазнав невдачі, втікши до Авіньйону. Жак в свою чергу сховався на о.Корфу, звідки перебрався на Пелопоннес. Проти нього Джованна I відправила балью Франческо Сансеверіно, а потім на 5 років передала князівство під управління ордена госпітальєрів.
1380 року, коли госпітальєри зазнали невдачі у протистоянні з Артським деспотатом, чим скористався Жак де Бо, що найняв наваррську компанію (найманців з Наварри і Гасконі), що перед тим перебувала на службі в госпітальєрів. Проте йому довелося боротися з Кталонською компанією, що захопила афінське герцогство. Для збереження вірності наваррців де Бо став роздавати землі в Ахейському князівстві, користуючись титулом імператора Латинської імперії. Барони Ахейского князівства визнали Жака як свого правителя.
Водночас проти неаполітанської королеви Джованни I підняв повстання Карл III, герцог Дураццо. 1380 року Майо де Кокерель, якого Жак де Бо призначив бальї, опанував Корфу, в 1381 року — замками Постіца і Занклон в Пілосі, останній був при цьому перейменований в Наваррський замок (звідси назва міста — Наварин). За цим зайняв місто Андруса і Каламата.
Жак де Бо в 1381 році висадився в Італії і зайняв Таранто, після чого вдерся до Калабрії. 1382 року Джованну I було повалено й страчено, королем став герцог Дураццо. Невдовзі де Бо визнав того королем, натомість одружився з Агнесою, стриєчною сестрою нового правителя Неаполю. Як посаг Жак де Бо отримав о. Корфу.
Незабаром Жак був звинувачений у зраді і втік на Корфу. На початку 1383 року він повернувся до Неаполя на переговори з королем, але потім перейшов на бік Людовика I, герцога Анжу, який був претендентом на неаполітанський трон.
15 липня 1383 року заповів Людовику Анжуйському усі свої володіння.

## Родина
Дружина — Агнеса, донька герцога Карла Дураццо
дітей не було
2 бастарда